# 风穴寺
风穴寺，位于中国河南省汝州市市区东北9公里的少室山南麓的山峦中，拥有唐塔等历代古建筑和中国第三大塔林，是一处兼具文化与自然特色的古迹。1988年，风穴寺及塔林被中华人民共和国国务院公布为第三批全国重点文物保护单位。

## 历史沿革
风穴寺始建于北魏时期，原名香积寺，至隋代改名为千峰寺。唐代进行了扩建，易名为白云寺。寺庙地处嵩山支脉少室山的南麓，寺东南山侧有穴，天变而出风，故山又名风穴山，寺也俗称风穴寺。此后历代尤其是五代、明代和清代，都对寺庙进行过较大规模的修葺和增建。

## 建筑特色
风穴寺地处群山环抱之中，坐东北朝西南，依山就势而建，有明显山寺特色。建筑依山崖溪流等自然条件布局，整体具有园林的风格。寺院完整保存自唐代至清代历代建筑140余间，被一些专家称为“古建筑博物馆”。寺院主要建筑包括山门、天王殿、中佛殿、大雄宝殿、方丈院、地藏殿、观音阁、钟楼、藏经阁、七祖塔、望州亭等，其中尤以七祖塔、钟楼和中佛殿历史最久，保存最好，价值较高，被称为风穴寺的“三大国宝”。

### 七祖塔
七祖塔位于寺院中心，建于唐开元二十六年（公元738年），为寺内现存最古老的建筑。该塔由唐玄宗赐名，供奉佛教禅宗七祖贞禅师的舍利。塔高24.17米，为九层方形密檐式砖塔，外廓呈梭形曲线，每层均悬挂风铎。塔刹由覆钵、相轮、宝盖和火焰组成。第一层塔身内设塔心室，以上各层均为实心。

### 钟楼
风穴寺钟楼又名悬钟阁，始建于北宋，在明万历十二年（公元1584年）和清乾隆六年（公元1741年）曾有过重修。目前的钟楼为保留有金元时期结构特征的明代建筑，少部分构件于清代重修时抽换。钟楼建在6米高的石台上，面阔、进深各三间，为三重檐歇山式楼阁。楼内悬挂一口北宋宣和七年（1125年）铸造的大铁钟，重约800公斤。

### 中佛殿
中佛殿建于金代，其规制完全按照营造法式所建。中佛殿坐落在高1米的砖砌台基上，面阔、进深俱为三间，单檐歇山式建筑。明嘉靖年间曾重修，唯斗拱和下架柱额仍未原先结构。殿内供奉释迦牟尼和二菩萨、二弟子像，殿前多明清碑刻。

### 大雄宝殿
大雄宝殿又称毗卢殿，位于中佛殿后，明成化十一年（1475年）重建。该殿面阔五间、进深三间，单檐悬山顶，是全寺最大的木建筑。其殿前有月台，四隅置石兽，殿内中部为神坛，横占三间，上置明永乐七年（1409年）周藩王所赠白玉石佛一尊，高2米多。院落内还有铁佛一尊，为明正德十五年（1520年）所铸。

### 塔林
寺院周边的山坡上还分布着上下两处大型塔林，原有塔115座，现存元、明、清历代砖石塔83座，数量仅次于河南登封少林寺和山东长清灵岩寺，位居中国第三。其中元塔有16座，多为方形和六角形的三层塔，少部分为五层，最高者8米，最低者3.5米。合葬塔一座，即瑞公、显公大禅师之塔。明塔52座，大多为方形，6座为六角形，1座为八角形。另有清塔14座和民国时期塔1座，大部分仿明代样式手法。

## 图集

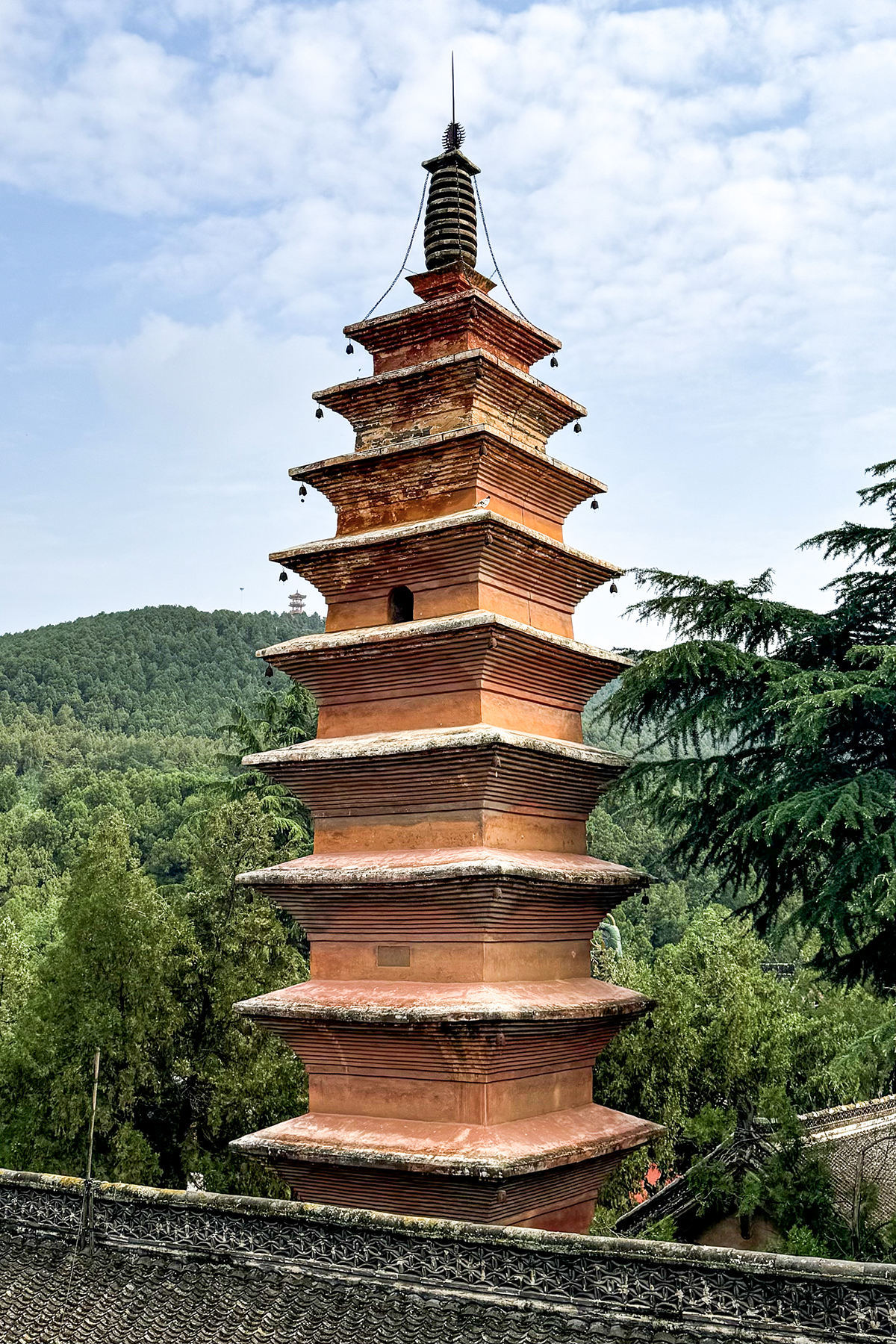
七祖塔（唐）
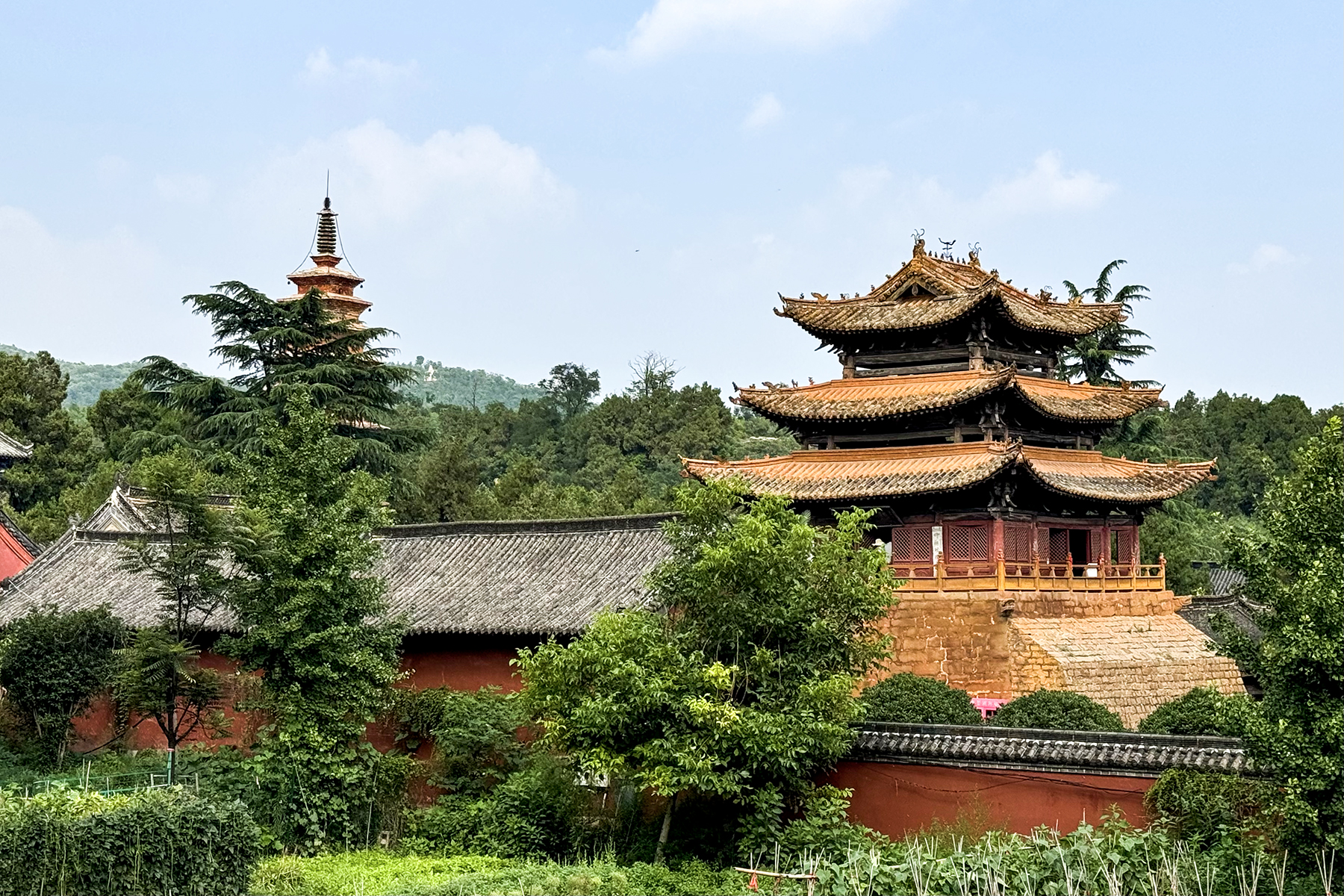
钟楼（明）
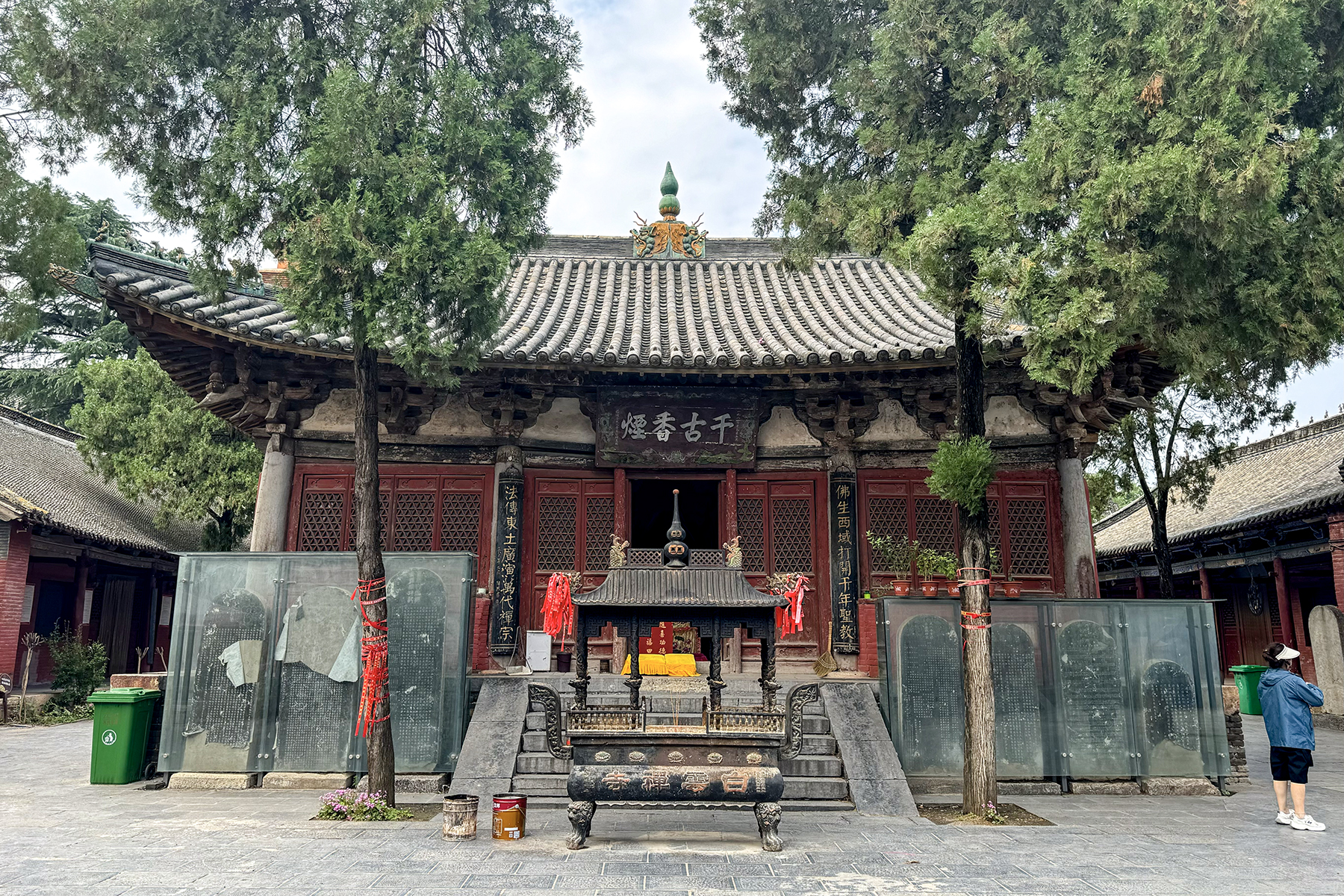
中佛殿（金）
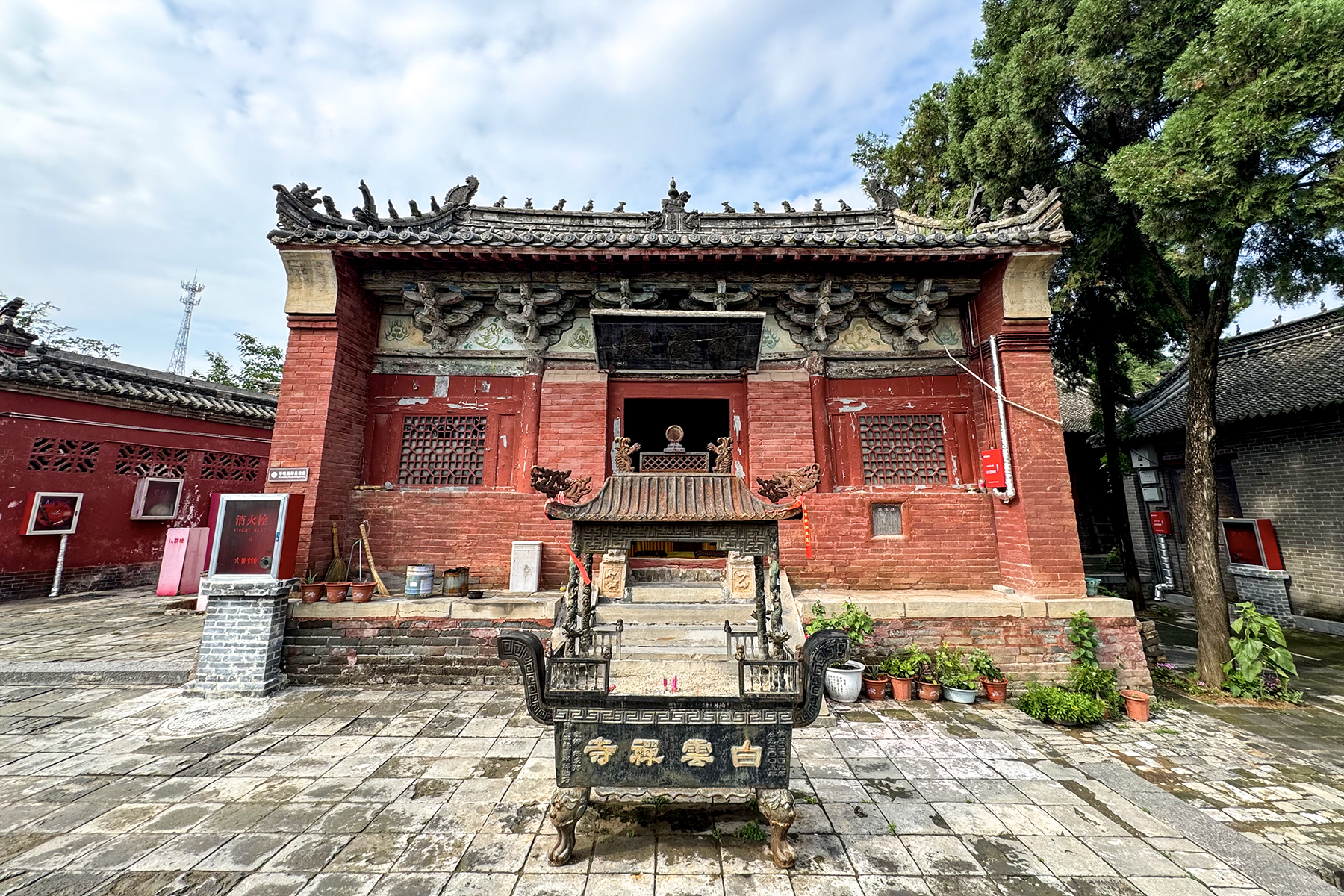
罗汉殿（元）
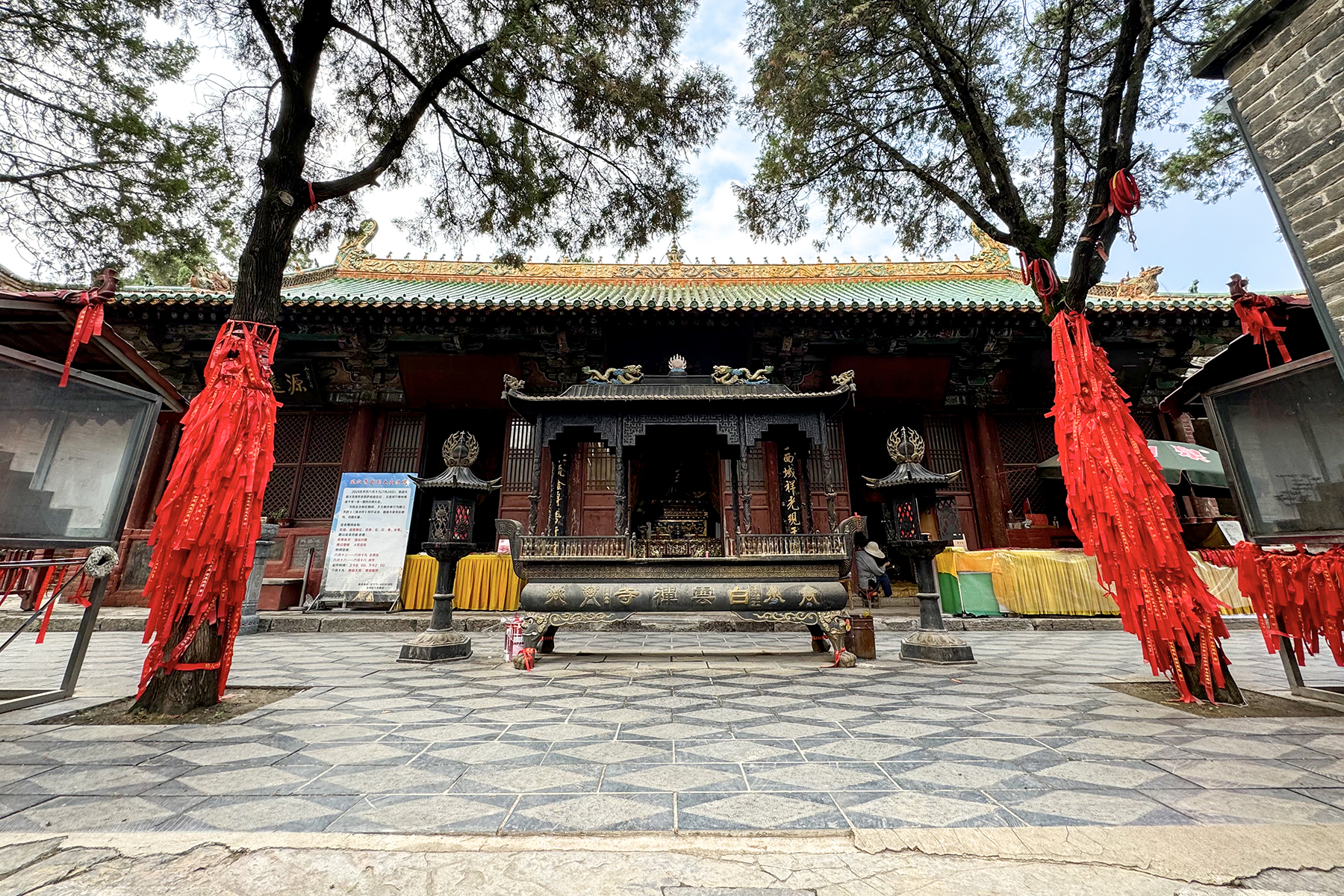
大雄宝殿（明）
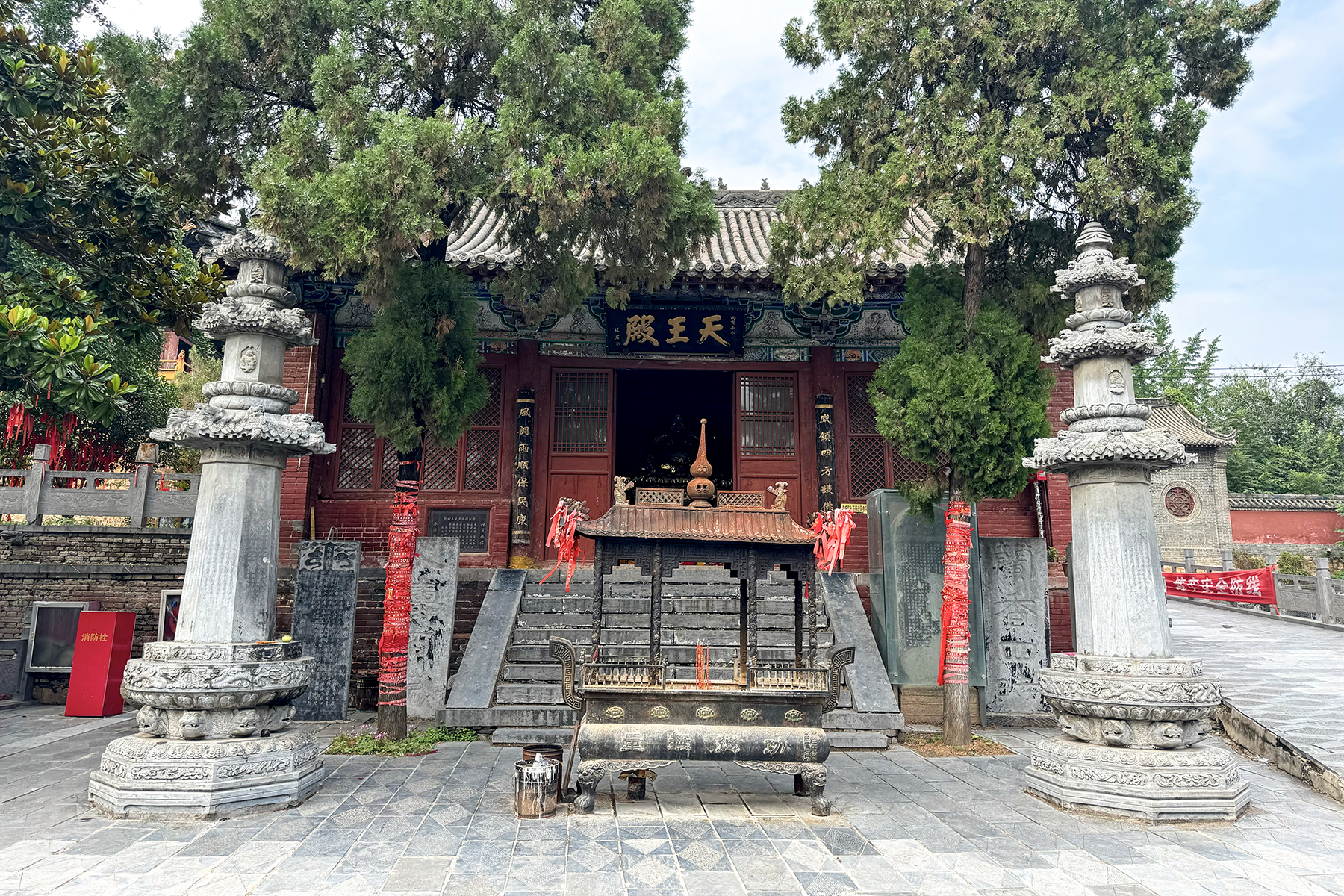
天王殿（明）
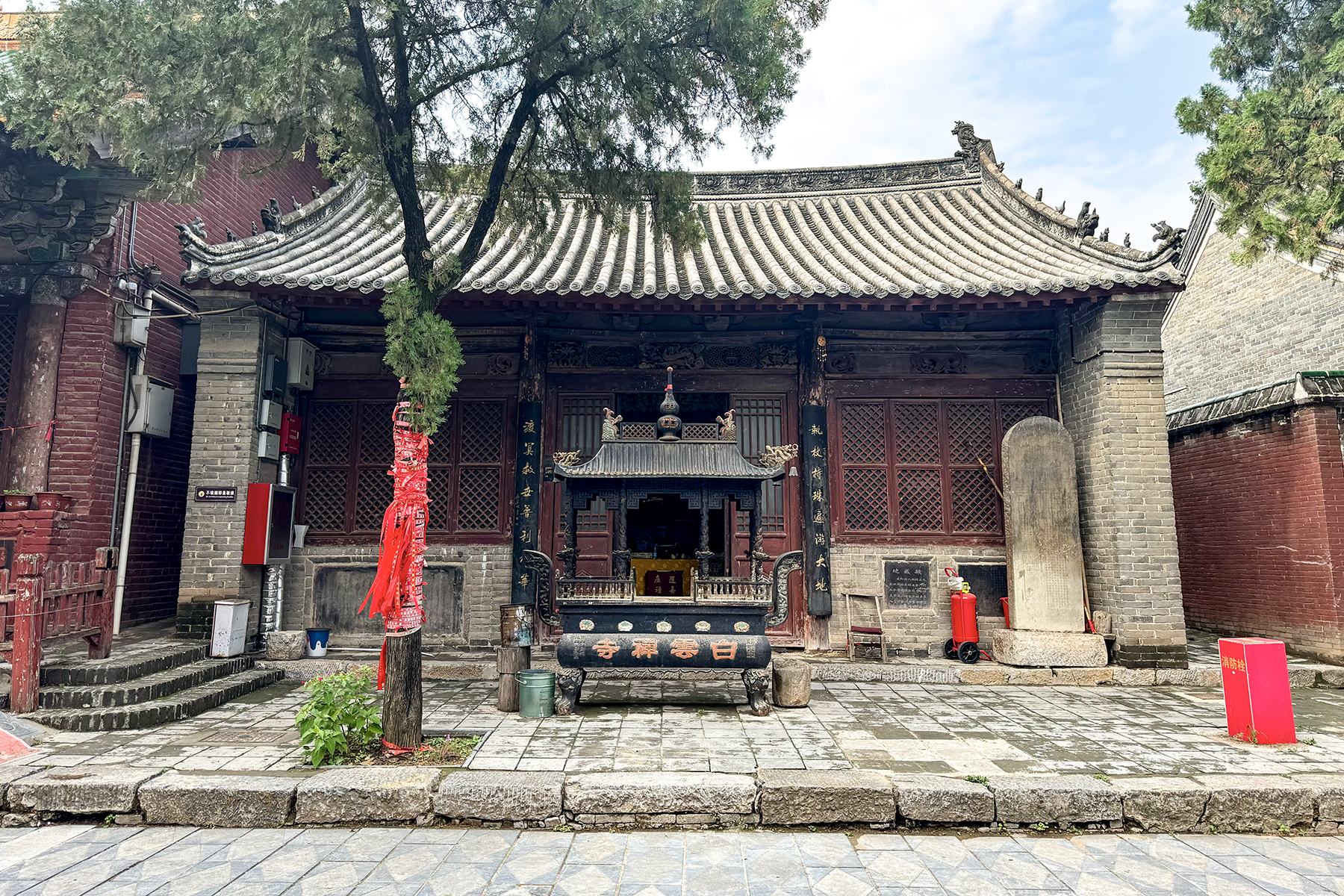
地藏殿（明）
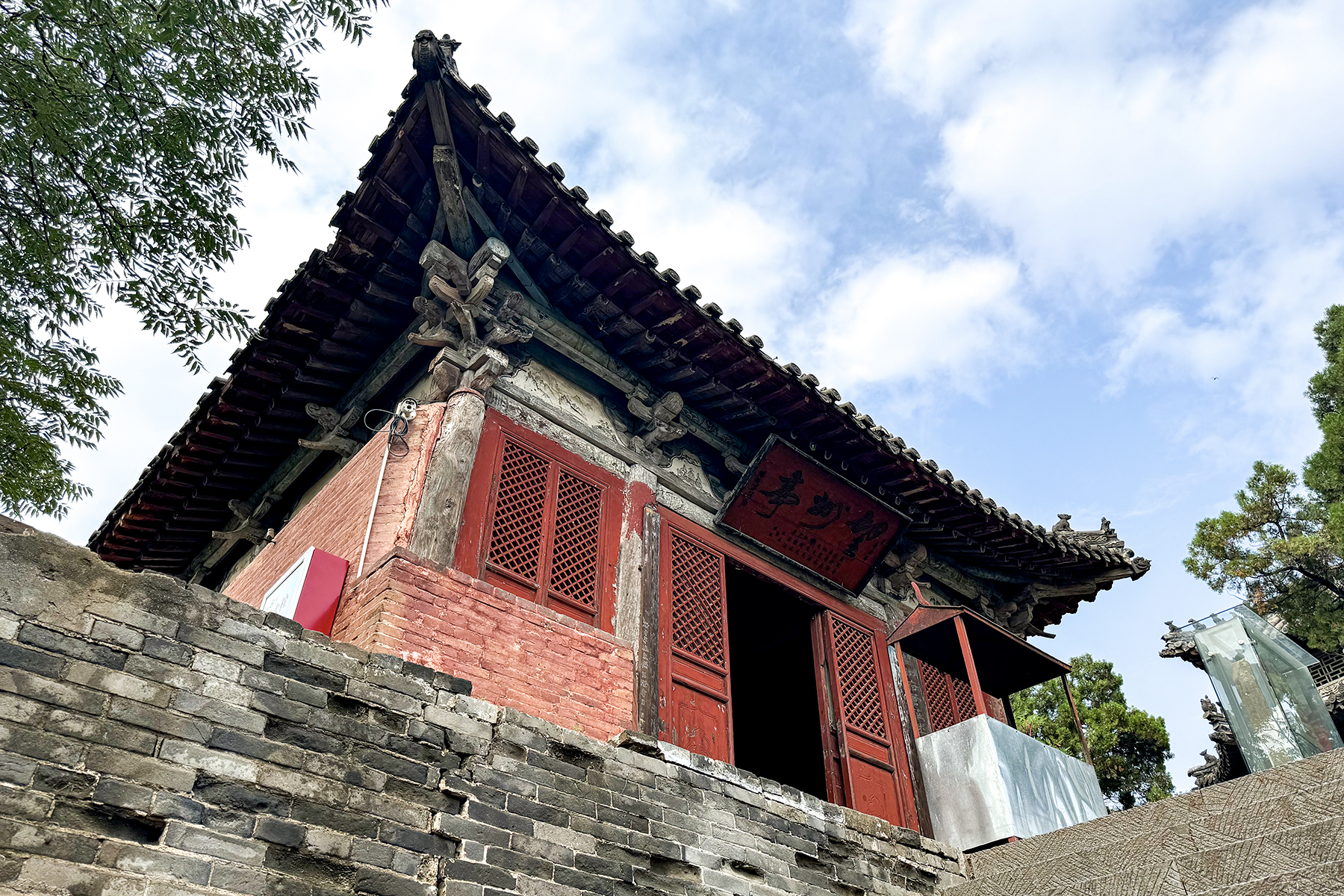
望州亭（明）
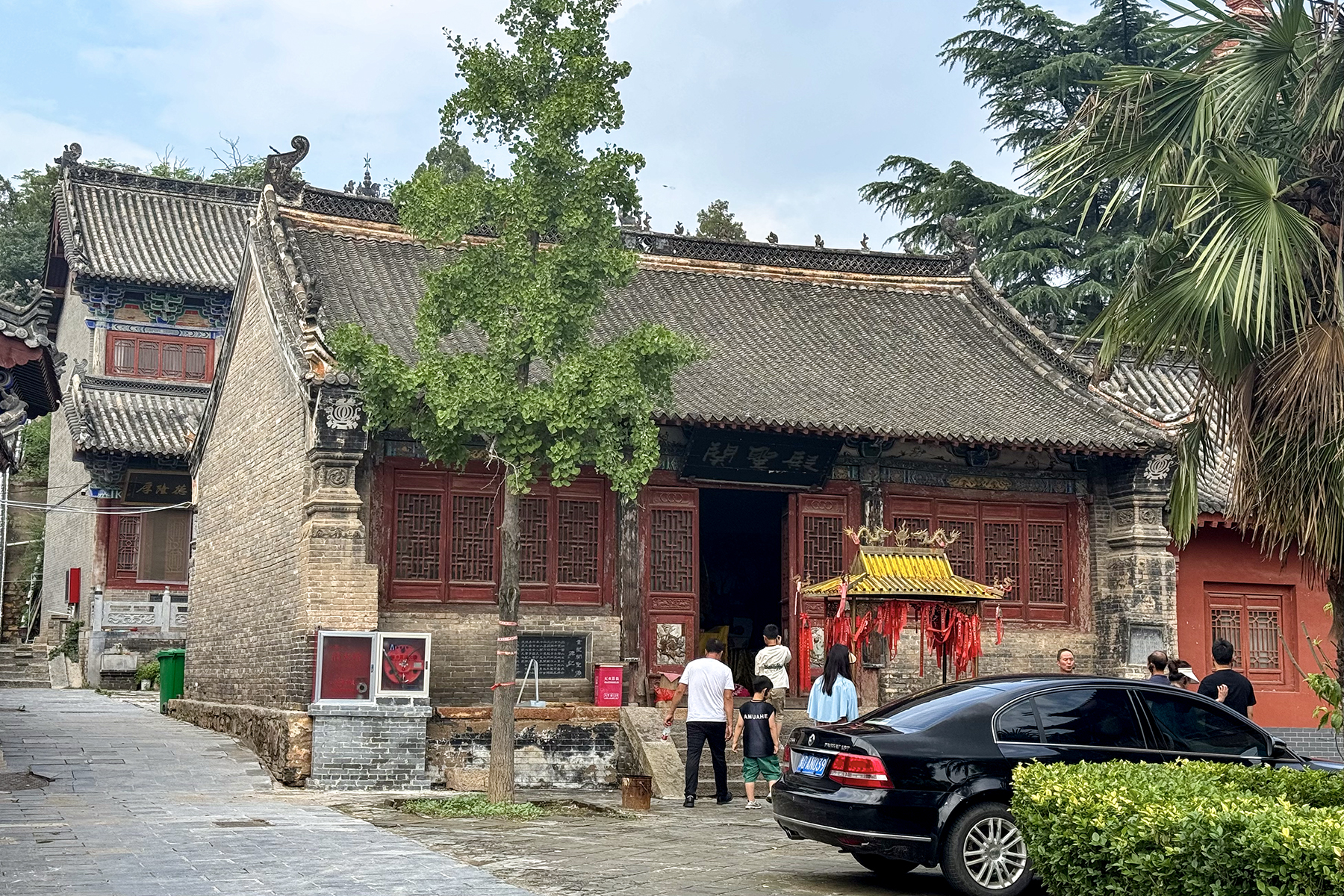
关圣殿（清）
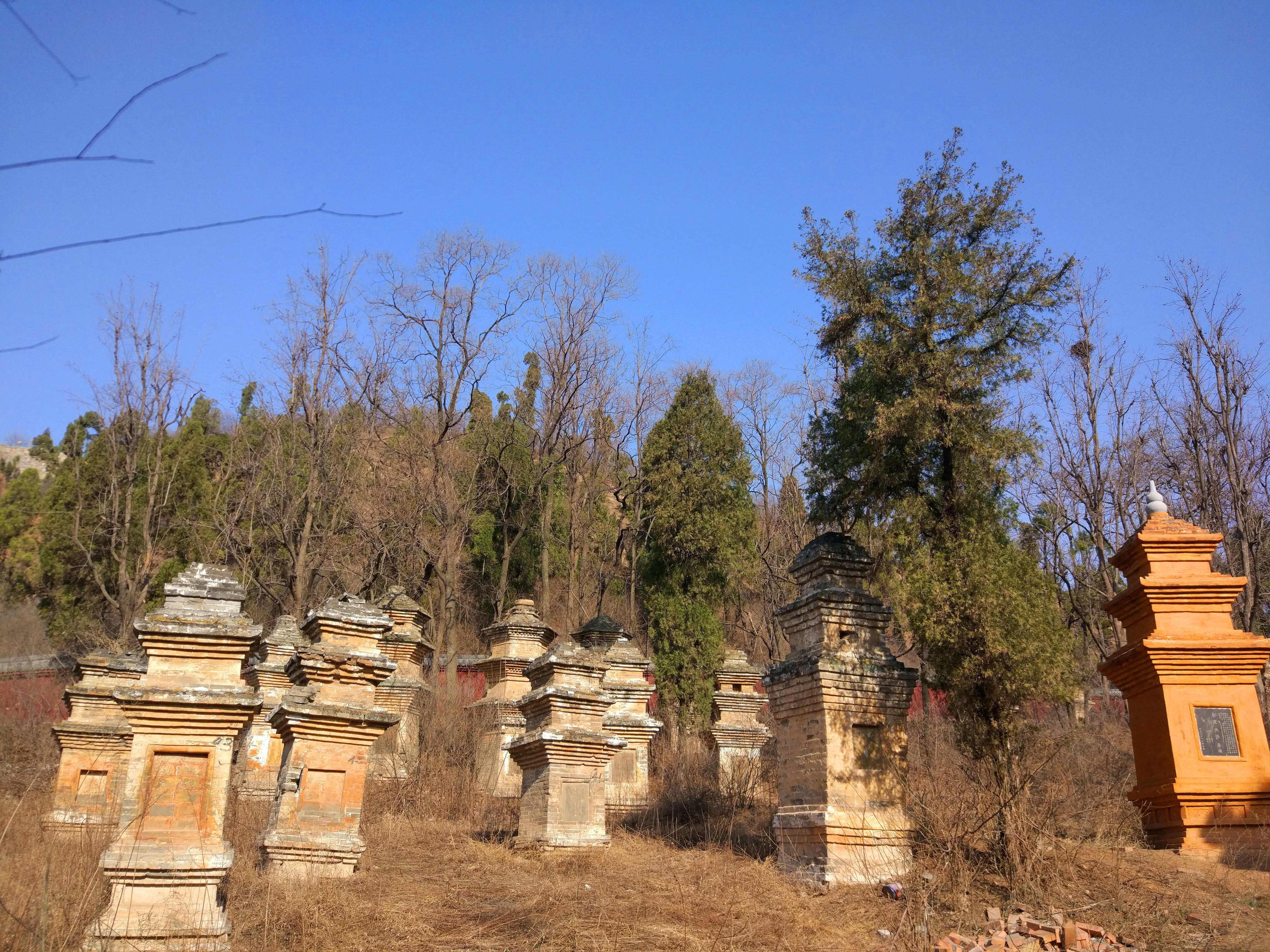
塔林

## 参看
- 少林寺塔林